# The Wreck of the Edmund Fitzgerald
«The Wreck of the Edmund Fitzgerald» — песня, написанная, исполненная и записанная канадским автором-исполнителем Гордоном Лайтфутом в память о затонувшем 10 ноября 1975 года на озере Верхнее балкере-сухогрузе «Эдмунд Фицджеральд» и 29 погибших членах его экипажа.
Песня «The Wreck of the Edmund Fitzgerald» была включена в альбом Summertime Dream, выпущенный лейблом Reprise Records, а затем вышла синглом, который в ноябре 1976 года поднялся до #2 в Billboard Hot 100 (до #40 — в UK Singles Chart).

## История создания
«Эдмунд Фицджеральд», спущенный на воду в 1958 году, был на тот момент крупнейшим грузовым судном Великих озёр. 10 ноября 1975 года в ясный и солнечный день он вышел из порта города Супериор, штат Висконсин, направившись в Детройт с 26 тысячами тонн железной руды. Внезапно налетел сильнейший шторм, поднявший волну высотой до 15 футов. Опытный моряк, капитан Эрнест Максорли (англ. Ernest McSorley) принял решение направить корабль на север, чтобы попытаться достичь относительно спокойной канадской бухты Уайтфиш-Бэй.
Но радарная система на судне вышла из строя. Из-за шторма оказался лишён энергоснабжения и маяк в Уайтфиш-Пойнте; некоторое время спустя его световой сигнал был восстановлен, но радиосигнала не было. Корабль «Arthur M. Anderson», находившийся в 10 милях от «Эдмунда Фицджеральда», получил сообщение о том, что на корабле замечены структурные повреждения. В 19:10 капитан Максорли передал сообщение, которое оказалось последним: «Держимся курса» (англ. We're holding our own). Пятнадцать минут спустя «Эдмунд Фицджеральд» исчез с экранов радаров «Arthur M. Anderson».
Несколько экспедиций к месту гибели корабля не увенчались успехом. Лишь 4 июля 1995 года с глубины 550 футов был поднят корабельный колокол. Впоследствии он был помещён в Музей катастроф Великих озёр (англ. Great Lakes Shipwreck Museum) в Уайтфиш-Пойнте.

### Текст песни
Гордон Лайтфут написал песню после того, как в журнале Newsweek от 24 ноября 1975 года появилась статья «Великие озёра: Самый жестокий месяц» (англ. Great Lakes: The Cruelest Month) об этом трагическом событии.
Свою статью в журнале «Ньюсуик» авторы Джеймс Р. Гейнс и Джон Ловелл начали словами: «Согласно легенде племени Чиппева, озеро, которое когда-то называлось Гитче-Гуми, никогда не возвращает своих мертвецов». Тела погибших действительно не были найдены: на этом строится мистическая часть сюжета песни Лайтфута, В остальном она точно и подробно — с минимальными расхождениями и незначительными домыслами (обращение к морякам судового кока; прощальные слова капитана — ни о том, ни о другом не осталось свидетельств) — описывает ход трагических событий 10 ноября 1975 года и последовавшее затем отпевание усопших в Детройтской церкви мореплавателей (англ. The Mariners' Church of Detroit; автор именует её Maritime Sailors' Cathedral).
Лайтфут говорит о 29 ударах колокола в память о каждом из членов экипажа, и это подтверждается документальными источниками. Упоминающиеся иногда 30 ударов (последний из которых был дан в память обо всех погибших на море) относятся, по-видимому, к церковной службе 1995 года, проведённой уже после того, как со дна озера Верхнее был поднят корабельный колокол (именно в него и было сделано тридцать ударов с добавлением последнего, символического).

### Отзывы критики
«The Wreck of the Edmund Fitzgerald», написанная Лайтфутом в необычном для поп-культуры дорийском ладе, как в поэтическом, так и в музыкальном отношениях является (согласно Allmusic) «одной из сильнейших песен бардовского жанра всех времён».

## Состав участников
- Gordon Lightfoot — акустическая гитара, вокал
- Terry Clements — гитара
- Red Shea — гитара
- Rick Haynes — бас-гитара
- Pee Wee Charles — педал-стил-гитара[5]